# Marin Honda
Marin Honda (本田真凜 Honda Marin?) (Kioto, 21 de agosto de 2001), es una patinadora artística sobre hielo japonesa. Campeona del Mundial de 2016 y medallista de bronce del Campeonato Mundial de 2017. Medallista de bronce de la Final del Grand Prix Júnior de 2015-2016 y ganadora del Campeonato Nacional de Japón de 2016-2017.

## Carrera

### Primeros pasos
Nació en Kioto, Japón en agosto de 2001. Dos de sus hermanas y su hermano también son patinadores. Comenzó a patinar a temprana edad siguiendo los pasos de su familia. En la temporada 2011-2012 estuvo en posiciones de podio en varios campeonatos locales en Japón y obtuvo el quinto lugar en el Campeonato Júnior nacional de su país.

### Trayectoria

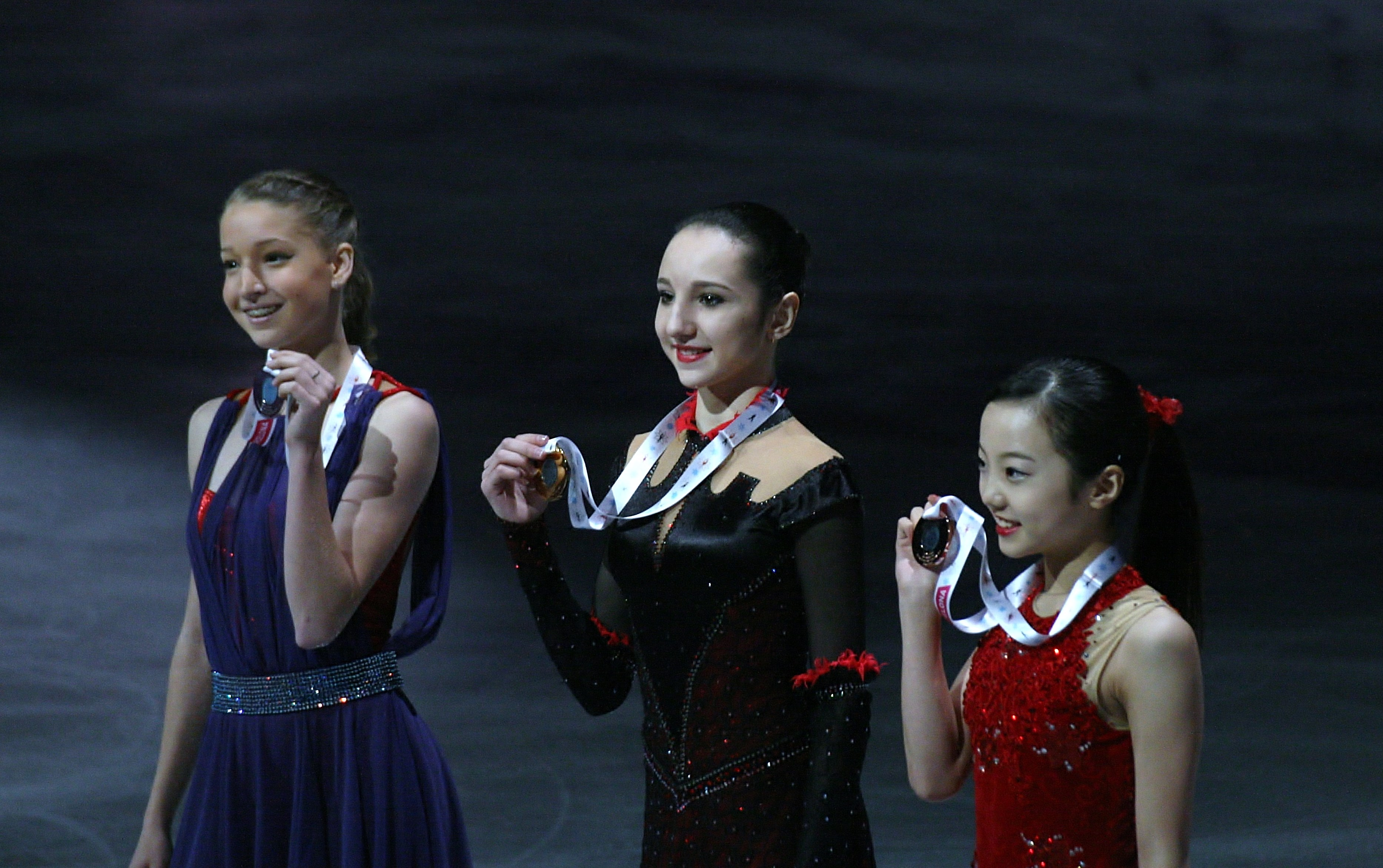
Honda (derecha) en el podio de la Final del Grand Prix Júnior de 2015.

Tuvo su debut en las pruebas de Grand Prix Júnior en la temporada 2015-2016, ganó la medalla de plata en el primer evento en Colorado, Estados Unidos. En la segunda prueba de Grand Prix Júnior en Zagrev, Croacia, ganó la medalla de oro. Con sus resultados clasificó a la final en Barcelona, donde ganó la medalla de bronce detrás de las rusas Polina Tsurskaya y Maria Sotskova. Debutó en nivel sénior en el Campeonato de Japón de 2016, donde logró quedar en noveno lugar. En el Campeonato del Mundo Júnior de 2016 ganó la medalla de oro. Ganó el oro en el Trofeo de Asia de 2016 y fue asignada a las pruebas de Grand Prix Júnior en Japón y Eslovenia. En la primera prueba en Yokoyama logró un récord mundial júnior de 128.64 puntos y obtuvo la medalla de oro.
En el Campeonato del Mundo Júnior de 2017 en Taipéi, obtuvo el segundo lugar en los programas corto y libre y ganó la medalla de plata. Honda tuvo su debut en la categoría absoluta del Grand Prix en el Skate Canada International de 2017, donde obtuvo el quinto lugar. Su siguiente evento fue la Copa de China de 2017 donde logró de nuevo la quinta plaza. En marzo de 2018 Honda anunció que será entrenada por Rafael Artunian y se estableció en Estados Unidos para vivir y entrenar a tiempo completo.

### Programas
| Temporada | Programa corto                                                            | Programa libre                                            | Exhibición                                       |
| --------- | ------------------------------------------------------------------------- | --------------------------------------------------------- | ------------------------------------------------ |
| 2018-2019 | Seven Nation Army de The White Stripes (Coreografía de Shae-Lynn Bourne)  | Lovers de Shigeru Umebayashi                              | I Really Like You de Carly Rae Jepsen            |
| 2017-2018 | The Giving de Michael W. Smith (Coreografía de Marina Zueva)              | Turandot de Giacomo Puccini (Coreografía de David Wilson) | Jalousie de Jacob Gade                           |
| 2016-2017 | Smile de Charlie Chaplin (Coreografía de Marina Zueva)                    | Romeo y Julieta de Nino Rota                              | Flashdance... What a Feeling de Irene Cara       |
| 2015-2016 | Sonata de primavera de Ludwig van Beethoven (Coreografía de Marina Zueva) | Beetlejuice de Danny Elfman                               | That's Not My Name de The Ting Tings             |
| 2014-2015 | Charleston de Morton Gould (Coreografía de Tom Dickson)                   | Madame Butterfly de Giacomo Puccini                       | These Boots Are Made For Walkin de Lee Hazlewood |

### Resultados detallados
Nivel Sénior
- Las mejores marcas personales aparecen en negrita

| Temporada 2018-2019         | Temporada 2018-2019           | Temporada 2018-2019 | Temporada 2018-2019 | Temporada 2018-2019 |
| Fecha                       | Evento                        | Programa corto      | Programa libre      | Total               |
| --------------------------- | ----------------------------- | ------------------- | ------------------- | ------------------- |
| 20–24 de diciembre de 2018  | Campeonato de Japón 2018-2019 | 18 52.75            | 15 111.48           | 15 164.23           |
| 23–25 de noviembre de 2018  | Internationaux de France 2018 | 4 65.37             | 6 123.24            | 6 188.61            |
| 19–21 de octubre de 2018    | Skate America 2018            | 4 62.74             | 9 95.30             | 8 158.04            |
| 26–29 de septiembre de 2018 | CS Trofeo Nebelhorn 2018      | 7 56.66             | 4 122.23            | 6 178.89            |

| Temporada 2017-2018         | Temporada 2017-2018                               | Temporada 2017-2018 | Temporada 2017-2018 | Temporada 2017-2018 |
| Fecha                       | Evento                                            | Programa corto      | Programa libre      | Total               |
| --------------------------- | ------------------------------------------------- | ------------------- | ------------------- | ------------------- |
| 22–25 de febrero de 2018    | International Challenge Cup 2018                  | 11 48.21            | 2 111.98            | 3 160.19            |
| 21–24 de diciembre de 2017  | Campeonato de Japón de 2018                       | 6 66.65             | 9 126.72            | 7 193.37            |
| 3–5 de noviembre de 2017    | Copa de China 2017                                | 6 66.90             | 5 131.42            | 5 198.32            |
| 27–29 de octubre de 2017    | Skate Canada International 2017                   | 10 52.60            | 3 125.64            | 5 178.24            |
| 7 de octubre de 2017        | Abierto de Japón de 2017                          | -                   | 5 133.41            | 2T/5P               |
| 13–17 de septiembre de 2017 | 2017 CS U.S. International Figure Skating Classic | 1 66.90             | 1 131.52            | 1 198.42            |